# Brevipalpus stenolobae
Brevipalpus stenolobae är en spindeldjursart som beskrevs av Baker och James P. Tuttle 1987. Brevipalpus stenolobae ingår i släktet Brevipalpus och familjen Tenuipalpidae. Inga underarter finns listade.